# Người Nhện: Du hành Vũ trụ Nhện
Người Nhện: Du hành Vũ trụ Nhện (tựa gốc tiếng Anh: Spider-Man: Across the Spider-Verse) là một bộ phim hoạt hình máy tính siêu anh hùng của Mỹ năm 2023 có nhân vật Marvel Comics Miles Morales / Spider-Man, được sản xuất bởi Columbia Pictures và Sony Pictures Animation cùng với Marvel Entertainment và được phân phối bởi Sony Pictures Releasing. Phần tiếp theo của Spider-Man: Into the Spider-Verse (2018), lấy bối cảnh trong đa vũ trụ chung của thế giới thay thế vũ trụ được gọi là Spider-Verse. Bộ phim được đạo diễn bởi Joaquim Dos Santos, Kemp Powers, và Justin K. Thompson (trong bộ phim đầu tay do Dos Santos và Thompson làm đạo diễn), từ một kịch bản được viết bởi Phil Lord, Christopher Miller (cả hai đều sản xuất) và David Callaham. Shameik Moore lồng tiếng Miles, đóng cùng với Hailee Steinfeld, Brian Tyree Henry, Luna Lauren Vélez, Jake Johnson, Jason Schwartzman, Issa Rae, Karan Soni, Daniel Kaluuya, và Oscar Isaac. Trong phim, Miles tham gia vào một cuộc phiêu lưu với Gwen Stacy / Spider-Woman xuyên vũ trụ, nơi cậu gặp một nhóm Người Nhện được gọi là Spider-Society, dẫn đầu bởi Miguel O' Hara / Spider-Man 2099, nhưng xung đột với họ về việc xử lý một mối đe dọa mới.
Sony đã bắt đầu phát triển phần tiếp theo của Into the Spider-Verse trước khi phát hành vào năm 2018, với sự tham gia của đội ngũ biên kịch và đạo diễn. Phim được thiết lập để tập trung vào mối quan hệ giữa Miles của Moore và Gwen của Steinfeld. Phần tiếp theo chính thức được công bố vào tháng 11 năm 2019 và công việc hoạt hình bắt đầu vào tháng 6 năm 2020, với phong cách hình ảnh khác nhau cho từng vũ trụ trong số sáu vũ trụ mà các nhân vật đã đến thăm. Với thời lượng 140 phút, đây là phim hoạt hình dài nhất từng được sản xuất bởi một hãng phim Mỹ.
Người Nhện: Du hành Vũ trụ Nhện được công chiếu lần đầu tại Regency Village Theatre ở Los Angeles, California vào ngày 30 tháng 5 năm 2023 và được phát hành tại Hoa Kỳ vào ngày 2 tháng 6, đã bị trì hoãn so với ngày ban đầu vào tháng 4 năm 2022 do đại dịch COVID-19. Giống như phần tiền nhiệm của nó, bộ phim đã nhận được sự hoan nghênh từ các nhà phê bình, và là một thành công phòng vé, về doanh thu hơn 560 triệu đô la so với kinh phí sản xuất 100 triệu đô la tại phòng vé trên toàn thế giới, vượt qua người tiền nhiệm của nó và trở thành phim có doanh thu cao thứ sáu năm 2023. Phần phim thứ ba, Spider-Man: Beyond the Spider-Verse, dự kiến phát hành vào ngày 29 tháng 3 năm 2024, trong khi phần phim phụ tập trung vào nhân vật nữ, Spider-Woman, đang được phát triển.

## Nội dung
Tại vũ trụ Earth-65, mười sáu tháng sau khi máy va chạm Alchemax bị phá hủy, Gwen Stacy đang đấu tranh để đáp ứng kỳ vọng của người cha cảnh sát của cô, người không biết rằng cô là Spider-Woman. Nhiều năm trước, Gwen đã vô tình giết chết người bạn thân nhất của cô ấy Peter Parker trong khi anh ta đang nổi cơn thịnh nộ với hình dạng Lizard, và cảnh sát đã truy lùng cô ấy kể từ đó. Một đêm, Gwen đến Bảo tàng Guggenheim ở Manhattan sau khi nghe báo cáo về một kẻ đột nhập, chỉ tình cờ gặp một phiên bản của Vulture đến từ vũ trụ thay thế theo chủ đề Phục hưng Ý. Người Nhện Miguel O'Hara và Jessica Drew đến bằng cách sử dụng đồng hồ tạo cổng thông tin và giúp Gwen khuất phục Vulture. Gwen đối mặt với cha cô tại hiện trường và tiết lộ danh tính của cô cho ông. Quẫn trí trước tiết lộ này, ông định bắt cô. Cô trốn thoát qua một cổng không gian cùng với những người khác sau khi O'Hara miễn cưỡng cho phép cô trở thành thành viên của Spider-Society.
Ở Brooklyn trên Earth-1610, Miles Morales đang thích nghi để trở thành Người nhện trong khi nhớ Gwen và đấu tranh để sống theo kỳ vọng của cha mẹ mình. Trong khi đi đến buổi đánh giá giữa phụ huynh và giáo viên, anh gặp Spot, một nhà khoa học có cơ thể được truyền các cổng không gian sau vụ nổ máy va chạm Alchemax. Đổ lỗi cho Miles về tình trạng tiến thoái lưỡng nan của mình, Spot đưa Miles đến Alchemax. Sau đó, hắn vô tình đưa chính mình vào một khoảng không, nơi hắn học được cách du hành đến các vũ trụ khác có chứa máy va chạm Alchemax để hắn có thể sử dụng chúng để trao sức mạnh cho bản thân.
Gwen du hành đến Earth-1610 và kết nối lại với Miles, mặc dù cô đang bí mật theo dõi Spot qua các chiều không gian. Miles bí mật theo dõi Gwen lần theo dấu vết của anh, sau đó Drew chỉ định Gwen bỏ Miles lại. Gwen mở một cánh cổng, Miles sẽ đi theo đến Mumbattan trên Earth-50101. Họ chạm trán với Người Nhện Pavitr Prabhakar và Hobie Brown trước khi đối đầu với Spot, kẻ đã hấp thụ thành công sức mạnh của cỗ máy va chạm của thế giới đó. Miles bị ấn tượng bởi hình ảnh cha mình chết dưới tay Spot trước khi Spot trốn thoát. Trong vụ phá hủy máy va chạm sau đó, Miles đã cứu được một đại úy cảnh sát, cha của bạn gái Prabhakar. Tuy nhiên, Mumbattan sau đó bắt đầu tan rã do "sự kiện tiêu chuẩn" bị gián đoạn. Các thành viên của Spider-Society đến để đánh giá thiệt hại của sự bất thường về chiều không gian, trong khi Miles, Gwen, Prabhakar và Brown được gửi đến trụ sở chính của họ trên Earth-928, nơi hàng trăm biến thể Người Nhện cư trú trong một khu phức hợp lớn. Họ gặp O'Hara và có sự tham gia của Peter B. Parker và con gái Mayday của anh ấy. O'Hara giải thích cách mỗi câu chuyện của Người Nhện chứa đựng "các sự kiện tiêu chuẩn", chẳng hạn như cái chết của một đội trưởng cảnh sát và việc lạc khỏi những sự kiện đó sẽ đe dọa kết cấu của đa vũ trụ.
Miles nhận ra rằng cái chết của cha mình là một sự kiện tiêu chuẩn. Anh tranh luận với O'Hara, người đã bỏ tù anh. Tuy nhiên, Brown đã giúp Miles thoát ra, sau đó sử dụng một cánh cổng để thoát khỏi Hội. O'Hara ra lệnh cho tất cả Người Nhện bắt Miles, dẫn đến một cuộc rượt đuổi dài xuyên suốt khu phức hợp. O'Hara cuối cùng đã ghim Miles xuống và nói với anh ta rằng anh ta không bao giờ được phép trở thành Người Nhện, vì con nhện đã cắn anh ta đến từ một vũ trụ khác, khiến Miles trở thành dị thường ban đầu và khiến thế giới đó không có Người Nhện. Miles chạy trốn và với sự trợ giúp của Spider-Byte Margo Kess, trở lại nơi mà anh ấy tin là chiều không gian quê hương của mình. Coi Gwen phải chịu trách nhiệm, O'Hara đuổi cô ra khỏi Spider-Society và đưa cô trở lại vũ trụ của mình. Gwen làm hòa với cha cô, người đã quyết định từ chức đội trưởng cảnh sát. Nhận thấy rằng việc từ chức của mình là bằng chứng cho thấy sự kiện tiêu chuẩn có thể bị vi phạm một cách an toàn, Gwen quyết định hỗ trợ Miles, để lại Earth-65 với một chiếc đồng hồ cổng chiến lợi phẩm mà Brown để lại cho cha cô.
Khi Miles trở lại căn hộ của mình, anh tiết lộ với mẹ rằng anh là Người Nhện, người mà bà không nhận ra. Sau khi chạm trán với người chú đã khuất của mình Aaron Davis và biết rằng cha mình đã qua đời, Miles nhận ra rằng mình đang ở Earth-42, thế giới quê hương của con nhện đã cắn anh. Aaron thẩm vấn Miles và sớm được tham gia bởi Miles của Earth-42, người đã trở thành Prowler. O'Hara, Drew và Ben Reilly du hành đến Earth-1610 để tìm kiếm Miles ngay khi Spot đến và bắt đầu cuộc tấn công của mình. Sau khi nói chuyện với cha mẹ của Miles trên Earth-1610, Gwen tập hợp một đội bao gồm Peter B., Mayday, Prabhakar, Brown, Kess, Spider-Man Noir, Peni Parker, và Spider-Ham, để tìm Miles.

## Diễn viên lồng tiếng
- Shameik Moore trong vai Miles Morales / Spider-Man:[6] Một thiếu niên gốc Người Mỹ gốc Phi và Puerto-Rico, người đã tiếp quản danh hiệu Người Nhện của Earth-1610 sau cái chết của Peter Parker trong thực tại của mình.[7]
- Hailee Steinfeld trong vai Gwen Stacy / Spider-Woman:[8] Một phiên bản của Gwen Stacy là Spider-Woman of Earth-65, nơi cô ấy là một kẻ chạy trốn bị truy nã kể từ khi vô tình giết chết Peter Parker ở thực tại của cô ấy, người đã biến thành Lizard.[9]
- Brian Tyree Henry trong vai Jefferson "Jeff" Davis:[10] Cha người Mỹ gốc Phi của Miles và là một sĩ quan cảnh sát, người gần đây đã được thăng cấp đại úy.[9]
- Luna Lauren Vélez trong vai Rio Morales:[10] Người mẹ người Puerto Rico của Miles, một y tá.[11] Vélez cũng chơi một phiên bản thay thế của Rio từ Earth-42.[12]
- Jake Johnson trong vai Peter B. Parker / Spider-Man:[13] Một Người Nhện lớn tuổi đến từ Earth-616, người đã từng là người cố vấn cho Miles.[9] Parker hiện có một cô con gái tên là Mayday với Mary Jane Watson.[14]
- Jason Schwartzman trong vai Tiến sỹ Johnathan Ohnn / Spot:
Một cựu nhà khoa học từ Alchemax đã trở thành siêu ác nhân sau một tai nạn, cơ thể hiện được bao phủ bởi các cổng liên chiều cho phép anh ta du hành xuyên không gian và các vũ trụ khác nhau.[15] Spot ban đầu không phải là nhân vật phản diện chính của bộ phim mà được đề xuất bởi nhà sản xuất Avi Arad. Phil Lord và Christopher Miller lúc đầu bác bỏ ý kiến này, nhưng sau khi nói nhiều hơn về sức mạnh của hắn, họ biến hắn ta thành nhân vật phản diện.[16]
- Issa Rae trong vai Jess Drew / Spider-Woman:[8] Một Người phụ nữ Nhện người Mỹ gốc Phi đang mang thai từ Earth-404, cánh tay phải của O'Hara và lái một chiếc mô tô.[9] Không giống như hầu hết Người Nhện, Drew không giữ kín danh tính bí mật.[17]
- Karan Soni trong vai Pavitr Prabhakar / Spider-Man India:[18] An Indian version of Spider-Man from Earth-50101 who lives in Mumbattan (a portmanteau of Mumbai and Manhattan).[9][14]
- Daniel Kaluuya trong vai Hobie Brown / Spider-Punk:[19] Một người Anh da đen, phiên bản punk rock của Người Nhện từ Earth-138 người sử dụng cây đàn guitar của mình như vũ khí chính của mình.[9][20]
- Oscar Isaac trong vai Miguel O'Hara / Spider-Man 2099:[21]
Một Người Nhện "ninja ma cà rồng" có nguồn gốc Ireland và Mexico từ Earth-928 đặt trong năm 2099,[22] người là thủ lĩnh của Spider-Society, một nhóm Người Nhện từ các vũ trụ thay thế được giao nhiệm vụ bảo vệ đa vũ trụ.[9] Isaac mô tả Miguel là "Người Nhện duy nhất không có khiếu hài hước".[23]

Greta Lee tiếp tục vai trò của cô ấy từ Into the Spider-Verse với tư cách là trợ lý AI Lyla của Miguel và Spider-Society. Mahershala Ali lồng tiếng cho phiên bản Earth-42 của Aaron Davis, một biến thể của người chú đã khuất của Miles, người chưa bao giờ trở thành Prowler; Ali trước đây đã lồng tiếng cho phiên bản Earth-1610 của Aaron trong Into the Spider-Verse. Shea Whigham lồng tiếng George Stacy, cha của Gwen và đội trưởng cảnh sát săn lùng Spider-Woman trên Earth-65. Jorma Taccone lồng tiếng Adriano Toomes / Vulture, một siêu ác nhân theo chủ đề kền kền người Ý từ vũ trụ lấy cảm hứng từ Phục Hưng, cũng như Peter Parker / Người Nhện từ loạt phim hoạt hình năm 1967, được xác định là Earth-67, phần sau mà anh thể hiện lại từ Into the Spider-Verse. Jharrel Jerome lồng tiếng Miles G. Morales / Prowler, biến thể Earth-42 của Miles đã chuyển sang cuộc sống tội phạm với chú Aaron của mình.

Một tấm áp phích đầu tiên của bộ phim hiển thị rất nhiều Người Nhện xuất hiện trong phim. Vào tháng 5 năm 2023, đồng đạo diễn Justin K. Thompson xác nhận rằng bộ phim bao gồm 280 biến thể của Người Nhện, 95 trong số đó là các nhân vật độc nhất và được đặt tên.

Các phiên bản bổ sung của Người Nhện xuất hiện trong phim với tư cách là thành viên của Spider-Society, với các vai có giọng nói, bao gồm: Andy Samberg trong vai Ben Reilly / Scarlet Spider; Amandla Stenberg trong vai Margo Kess / Spider-Byte, một Người Nhện từ thực tế ảo; Kimiko Glenn trong vai Peni Parker / SP//dr; Nicolas Cage trong vai Peter Parker / Spider-Man Noir (thông qua các bản ghi âm lưu trữ); John Mulaney trong vai Peter Porker / Spider-Ham (thông qua các bản ghi âm lưu trữ); Taran Killam trong vai Patrick O'Hara / Web-Slinger và con ngựa góa phụ của anh ta; Nic Novicki trong vai Lego Spider-Man, Josh Keaton trong vai Peter Parker / Spectacular Spider-Man từ phim truyền hình The Spectacular Spider-Man (2008–2009), cũng xuất hiện thông qua các cảnh quay lưu trữ của tập một phần của chương trình, "Intervention"; Yuri Lowenthal trong vai Peter Parker / Insomniac Spider-Man từ loạt trò chơi điện tử Marvel's Spider-Man by Insomniac Games, cũng xuất hiện thông qua các cảnh quay của trò chơi Marvel's Spider-Man 2 (2023); Mike Rianda trong vai Ezekiel Sims / Spider-Therapist (mặc dù anh ấy chỉ được ghi nhận là "Lồng tiếng bổ sung"); Sofia Barclay trong vai Malala Windsor / Spider-UK, một hóa thân ban đầu từ các phiên bản truyện tranh; Danielle Perez trong vai Charlotte Webber / Sun-Spider; Metro Boomin trong vai Metro-Spider, một phiên bản hư cấu "độc nhất vô nhị" của chính anh ta với tư cách là Người Nhện; Elizabeth Perkins trong vai "Quippy Spider-Person" (đồng thời lồng tiếng ngắn gọn cho Dì May của Miles ở Earth-65); Max Borne / Spider-Man 2211, Typeface, và Riella O'Hara, con gái của Miguel thay thế mà anh ấy đã nuôi nấng cho đến khi cô bé qua đời, cũng xuất hiện trong phim.
Bộ phim cũng bao gồm sự xuất hiện không có giọng nói của Peter Parker / Người Nhện và Eddie Brock / Venom từ phim truyền hình Spider-Man Unlimited (1999–2001), Peter Parker / Spider-Man từ loạt trò chơi điện tử Spider-Man (2000–2001), Peter Parker / Spider-Man từ Marvel Mangaverse, Werewolf Spider-Man từ Marvel Zombies vs. The Army of Darkness (2007), Cyborg Spider-Woman, Bombastic Bag-Man, Julia Carpenter / Spider-Woman, Samurai Spider-Man, Spider-Canada, Anya Corazon / Araña, Spidercide, Tarantula của Earth-1610A, Mary Jane Parker / Spinneret và con gái của cô Anna May-Parker / Spiderling từ series giới hạn 2015 Amazing Spider-Man: Renew Your Vows, Maybelle Reilly / Lady-Spider, Flash Thompson / Captain Spider, Spider-Cop, Pter Ptarker / Spider-Rex, Spider-Cat, Spider-Monkey, Spider-Wolf, Peter Parkedcar / Spider-Mobile, Spider-Plushie, Prince of Arachne, Last Stand Peter Parker, Doppelganger, Spider-Armor MK I, MK II, and MK III, Earth X Spider-Man, Future Foundation Spider-Man, Jessica Drew (bộ đồ cổ điển), Superior Spider-Man, Iron Spider, Stealth / Big Time Spider-Man, Người Nhện mặc bộ đồ Velocity tư floatj trò chơi điện tử Marvel's Spider-Man, Electro Proof, Kaine Parker / Scarlet Spider, Bruce Banner / Spider-Man, Cyclops Spider-Man, Ultimate Spider-Woman, Mattie Franklin / Spider-Woman, Ashley Barton / Spider-Kingpin, và Spyder-Knight từ các tập phim của Ultimate Spider-Man "The Spider-Verse" (2015) và "Return to the Spider-Verse" (2016), Green Goblin từ trò chơi điện tử Spider-Man (1982) và Video-Man từ phim truyền hình Spider-Man and His Amazing Friends (1981–1983) cũng xuất hiện.
Ngoài ra, May "Mayday" Parker cũng xuất hiện với tư cách là con gái sơ sinh của Peter B. Parker và Mary Jane, cùng với một phiên bản người lớn thay thế hoạt động với tên Spider-Girl. Melissa Sturm lồng tiếng Mary Jane "MJ" Parker, vợ của Peter B. Parker và mẹ của Mayday. Rachel Dratch lồng tiếng cho cô Weber, cố vấn tại trường của Miles. Ziggy Marley lồng tiếng cho Lenny, một chủ cửa hàng người Jamaica. Pixar nhà làm phim hoạt hình và nhà làm phim Peter Sohn lồng tiếng cho bạn thân và bạn cùng phòng của Miles Ganke Lee, sau khi lời thoại của anh ấy bị cắt khỏi Into the Spider-Verse. Atsuko Okatsuka lồng tiếng Yuri Watanabe, đồng nghiệp cảnh sát của Đội trưởng Stacy của Earth-65 Ayo Edebiri, Nicole Delaney và Antonia Lentini lồng tiếng cho các phiên bản Glory, MJ và Betty Brant trong vũ trụ của Gwen, những người bạn cùng nhóm của Gwen trong The MaryJanes. J. K. Simmons cũng đảm nhận vai J. Jonah Jameson, lồng tiếng cho nhiều phiên bản khác nhau của nhân vật. Jack Quaid lồng tiếng cho Peter Parker ở Earth-65 người đã chết sau khi biến thành Lizard. Kathryn Hahn trong vai Olivia "Liv" Octavius / Doctor Octopus xuất hiện thoáng qua trong các đoạn hồi tưởng (thông qua các bản ghi âm lưu trữ). Post Malone's single line as a Brooklyn bystander in Into the Spider-Verse is reused in the film.
Các vai live-action cũng góp mặt trong phim, với Tobey Maguire và Andrew Garfield xuất hiện lần lượt trong các phiên bản Peter Parker / Người Nhện tương ứng của họ từ loạt phim Spider-Man của Sam Raimi và loạt phim The Amazing Spider-Man của Marc Webb thông qua các đoạn phim lưu trữ. Donald Glover xuất hiện như một phiên bản thay thế của Aaron Davis / Prowler, diễn lại vai diễn của anh trong bộ phim thuộc Vũ trụ Điện ảnh Marvel (MCU) Spider-Man: Homecoming (2017). Peggy Lu đảm nhận vai chủ cửa hàng tiện lợi, bà Chen từ các phim Venom thuộc Vũ trụ Người Nhện của Sony, nơi được xác định là Earth-688. Kirsten Dunst, Cliff Robertson, Martin Sheen, Topher Grace, Denis Leary, và Emma Stone xuất hiện thông qua tài liệu lưu trữ với vai Mary Jane Watson, 2 phiên bản Ben Parker, Eddie Brock, George Stacy, và Gwen Stacy lần lượt từ Spider-Man (2002), The Amazing Spider-Man (2012) và The Amazing Spider-Man 2 (2014), với các bản ghi âm lưu trữ của Otto Octavius / Doctor Octopus của Alfred Molina từ Spider-Man: No Way Home (2021) được sử dụng cho một phiên bản thay thế của nhân vật của ông với thiết kế giống hệt truyện tranh. Chloe Bennet xuất hiện trong vai Daisy Johnson / Quake thông qua hình ảnh lưu trữ từ "Ascension", tập cuối mùa thứ ba của phim truyền hình Agents of S.H.I.E.L.D. được nhìn thấy trên những mẩu báo trong phòng của Miles và Ganke.

## Sản xuất

### Phát triển

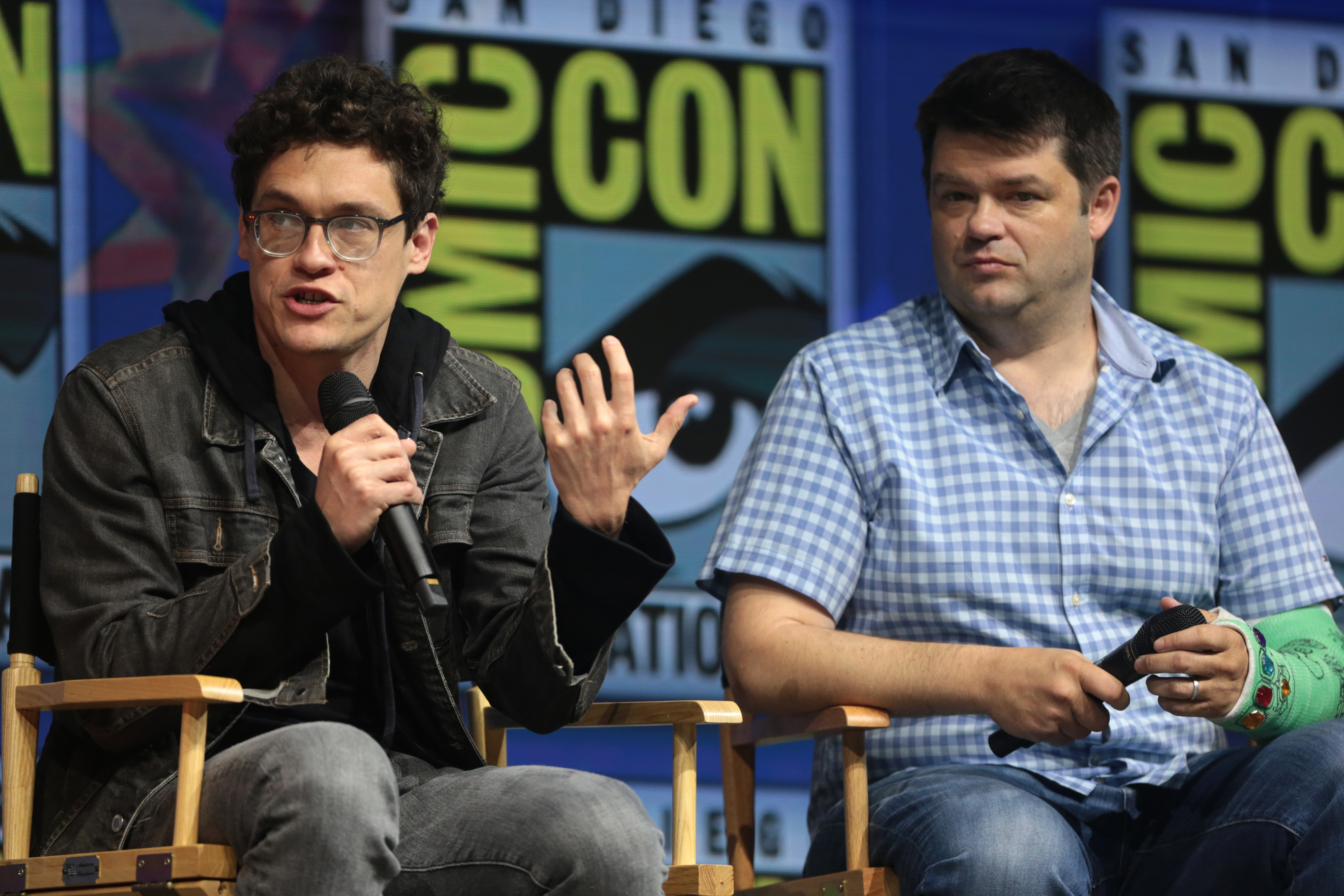
Đồng biên kịch và sản xuất Phil Lord và Christopher Miller.

Vào cuối tháng 11 năm 2018, trước khi phát hành Spider-Man: Into the Spider-Verse (2018) vào tháng sau, Sony Pictures Animation đã bắt đầu phát triển phần tiếp theo do "tiếng vang đáng kinh ngạc" xung quanh dự án. Phần tiếp theo là tiếp tục câu chuyện về Shameik Moore của Miles Morales / Spider-Man, làm việc từ "những hạt giống [được] gieo trồng" xuyên suốt bộ phim đầu tiên. Joaquim Dos Santos và David Callaham lần lượt được chỉ định làm đạo diễn và viết kịch bản, với Amy Pascal trở lại từ bộ phim đầu tiên với tư cách nhà sản xuất. Các nhà sản xuất khác của bộ phim đầu tiên—Phil Lord, Christopher Miller, Avi Arad, và Christina Steinberg—tất cả cũng được kỳ vọng sẽ trở lại trong một số vai trò. Tháng sau, Pascal tiết lộ rằng bộ phim sẽ tập trung vào Miles và Hailee Steinfeld Gwen Stacy / Spider-Woman, khám phá mối tình lãng mạn giữa các nhân vật đã bị cắt từ bộ phim đầu tiên và phần tiếp theo sẽ là "bệ phóng" cho một bộ phim phụ tập trung vào phụ nữ đã được công bố trước đó với sự tham gia của Steinfeld. Sony chính thức xác nhận phần tiếp theo vào tháng 11 năm 2019, với ngày phát hành là 8 tháng 4 năm 2022, với Lord và Miller trở lại làm nhà sản xuất. Vào tháng 4 năm 2020, Sony chuyển ngày phát hành phim sang ngày 7 tháng 10 năm 2022 do đại dịch COVID-19.
Vào tháng 2 năm 2021, Miller nói rằng anh ấy và Lord đang làm việc trên kịch bản của bộ phim với Callaham, và rằng Peter Ramsey sẽ là nhà sản xuất điều hành cho phần tiếp theo sau khi đồng đạo diễn phần đầu tiên. Tháng 4 năm đó, Kemp Powers và Justin K. Thompson được công bố là đồng giám đốc cùng với Dos Santos, và cả ba đã làm việc cho dự án kể từ khi nó bắt đầu. (Thompson là nhà thiết kế sản xuất cho phần phim đầu tiên.) Arad và Steinberg đã được xác nhận sẽ trở lại làm nhà sản xuất cùng với Lord, Miller và Pascal, với sự đồng sản xuất của Alonzo Ruvalcaba và Aditya Sood, đạo diễn của Into the Spider-Verse Bob Persichetti và Rodney Rothman, Rebecca Karch và Brian Michael Bendis tham gia cùng Ramsey với tư cách là nhà sản xuất điều hành.
Vào tháng 12, Lord và Miller tiết lộ rằng bộ phim sẽ được chia thành hai phần: Spider-Man: Across the Spider-Verse (Part One) và (Part Two), bởi vì họ đã viết câu chuyện mà họ muốn kể cho phần tiếp theo và nhận ra rằng nó là quá nhiều cho một bộ phim. Công việc trên cả hai phần đã diễn ra đồng thời. Các phần tiếp theo được đổi tên vào tháng 4 năm 2022, trở thành Spider-Man: Across the Spider-Verse và Spider-Man: Beyond the Spider-Verse. Ngày phát hành của họ đã được thay đổi sau đó, với Across the Spider-Verse đẩy lùi đến ngày 2 tháng 6 năm 2023. Lord và Miller nói rằng họ đã nói với Sony rằng phần tiếp theo sẽ có cùng quy mô với Into the Spider-Verse, nhưng cuối cùng nó lại có đội ngũ đông nhất so với bất kỳ bộ phim hoạt hình nào từ trước đến nay, với khoảng 1.000 người làm việc trên đó. Họ nói thêm rằng bộ phim có 240 nhân vật và sẽ diễn ra trên sáu vũ trụ.

### Tuyển chọn diễn viên
Lord và Miller cũng bày tỏ sự quan tâm đến việc bao gồm Spider-Punk, Takuya Yamashiro, "Người nhện Nhật Bản" từ series Spider-Man 1978, và Italian Spiderman trong các phim về sau. Vào tháng 11 năm 2019, Lord chỉ ra rằng nhân vật Takuya Yamashiro đã được thiết kế, mặc dù anh ấy không xuất hiện trong phim. Vào tháng 8 năm 2020, Jake Johnson bày tỏ hy vọng rằng anh ấy có thể tiếp tục vai diễn của mình là Peter B. Parker từ bộ phim đầu tiên. Issa Rae được chọn đóng vai Jess Drew / Spider-Woman vào tháng 6 năm 2021, Johnson xác nhận rằng anh ấy sẽ trở lại với phần tiếp theo một tháng sau, và Oscar Isaac đã được xác nhận vào tháng 12 để trở lại vai trò của anh ấy Miguel O'Hara / Spider-Man 2099 từ đoạn post-credit của Into the Spider-Verse. Cũng trong tháng 12, Tom Holland—người đóng vai Peter Parker / Spider-Man trong Vũ trụ Điện ảnh Marvel—tiết lộ rằng Pascal đã tiếp cận anh ta về việc xuất hiện trong các phim Spider-Verse trong khi đang quay Spider-Man: No Way Home (2021). Holland và các bạn diễn Zendaya và Jacob Batalon tất cả đều bày tỏ sự quan tâm đến việc xuất hiện trong các bộ phim sắp tới. Jeff Sneider của The Ankler đã tuyên bố vào tháng 2 năm 2023 rằng Holland sẽ xuất hiện trong một phân cảnh người thật đóng và sự xuất hiện của anh ấy là lý do khiến bộ phim bị trì hoãn từ năm 2022 đến năm 2023, mặc dù điều đó hóa ra là sai. Christopher Daniel Barnes, người lồng tiếng Spider-Man trong Spider-Man: The Animated Series (1994–1998), cũng bày tỏ sự quan tâm đến việc trở lại với bộ phim.
Vào tháng 4 năm 2022, Brian Tyree Henry và Luna Lauren Vélez được xác nhận sẽ đảm nhận vai cha mẹ của Miles trong phần phim đầu tiên trong khi Rachel Dratch được tiết lộ sẽ lồng tiếng cho cố vấn tại trường của Miles. Lord, Miller và các đạo diễn đã thông báo vào tháng 6 rằng Johnathan Ohnn / Spot sẽ là nhân vật phản diện chính của bộ phim, với Jason Schwartzman lồng tiếng cho Spot. Powers lưu ý rằng Spot là một trong những "vết cắt sâu nhất trong Phòng trưng bày lừa đảo của Người Nhện" nhưng nhóm sáng tạo rất hào hứng với khả năng của anh ta, cho phép nhân vật du hành giữa các vũ trụ. Shea Whigham và Jorma Taccone cũng được tiết lộ sẽ lần lượt lồng tiếng cho George Stacy và Vulture. Taccone trước đây đã lồng tiếng cho Norman Osborn / Green Goblin và Peter Parker / Spider-Man từ phim truyền hình 1967 trong Into the Spider-Verse. Vào tháng 11 năm 2022, Daniel Kaluuya được xác nhận sẽ lồng tiếng cho Hobart "Hobie" Brown / Spider-Punk trong phim. Vào tháng 12 năm 2022, với việc tiết lộ áp phích đầu tiên của bộ phim, đã xác nhận rằng Peter Parker / Người Nhện từ The Spectacular Spider-Man (2008–2009) sẽ xuất hiện trong phim. Người dẫn chương trình Spectacular Greg Weisman không được thông báo về việc đưa nhân vật vào chương trình của anh ấy và bày tỏ nghi ngờ rằng anh ấy thậm chí sẽ góp mặt trong chính bộ phim. Vào tháng 1 năm 2023, Nicolas Cage xác nhận anh ấy sẽ không đảm nhận vai Spider-Man Noir của mình cho bộ phim. Vào tháng 2 năm 2023, có thông tin tiết lộ rằng Karan Soni đã được chọn vào vai Pavitr Prabhakar / Người Nhện Ấn Độ trong phim. Vào tháng 4 năm 2023, có thông báo rằng Andy Samberg sẽ đóng vai Ben Reilly / Scarlet Spider. một báo cáo đã xác nhận vào tháng 5 năm 2023, khi nó cũng được xác nhận rằng Amandla Stenberg sẽ đóng vai Margo Kess / Spider-Byte.

### Hoạt họa và thiết kế

Các vũ trụ chính được viếng thăm trong phim, được thiết kế để trông giống như chúng được vẽ bởi một họa sĩ khác nhau

Lord tiết lộ rằng công việc thiết kế các nhân vật mới trong phim đã bắt đầu vào tháng 11 năm 2019, cùng với họa sĩ truyện tranh Kris Anka sau đó tiết lộ rằng anh ấy đang phục vụ với tư cách là nhà thiết kế nhân vật trong phim. Vào ngày 9 tháng 6 năm 2020, Nick Kondo, nhà làm phim hoạt hình chính của bộ phim thông báo rằng quá trình sản xuất đã bắt đầu. Các vũ trụ khác nhau đã đến thăm trong bộ phim được thiết kế để trông giống như mỗi bộ phim được vẽ bởi một nghệ sĩ khác nhau. Đã học được các công cụ hoạt hình mới sau khi làm việc trên Nhà Mitchell đối đầu với máy móc (2021) sau bộ phim Vũ trụ Nhện đầu tiên, Lord và Miller đã tham vọng sử dụng chúng để phát triển sáu phong cách hoạt hình khác nhau. Mục đích là khiến khán giả ngạc nhiên bất cứ khi nào các nhân vật bước vào một môi trường mới để bộ phim có thể phản ánh chính xác cốt truyện của nó và phong cách có thể tạo ra nhiều bối cảnh cảm xúc khác nhau. Earth-65, quê hương của Gwen Stacy , được thiết kế để trông giống như bức tranh màu nước theo trường phái "ấn tượng". Nhóm hoạt hình đã tạo một trình giả lập để tạo phong cách này và sử dụng bảng màu trực quan phản ánh cảm xúc của Gwen giống như "vòng tâm trạng ba chiều". Theo đồng đạo diễn Justin K. Thompson, sự phản ánh cảm xúc của cô ấy thông qua màu sắc được lấy cảm hứng từ một cảnh trong bộ phim Cinderella năm 1950 khi chiếc váy của cô ấy bị rách và môi trường phản ứng với chấn thương đó. Phong cách này cũng được Miller nhằm mục đích gợi cho khán giả nhớ đến trang bìa của truyện tranh Spider-Gwen. Một trong hai Trái đất thay thế được thấy trong đoạn giới thiệu là Earth-50101, được đoàn làm phim đặt biệt danh là "Mumbattan" sau Mumbai và Manhattan, do thế giới đó dựa trên thế giới bộ truyện tranh Spider-Man: India của Gotham Entertainment Group. Để cung cấp cho nhân vật Pavitr Prabhakar phong cách chiến đấu và chuyển động độc đáo, nhóm sáng tạo đã đặt lại môn võ thuật 2000 năm tuổi của Ấn Độ, Kalaripayattu, từ bang Kerala. Vũ trụ khác là Nueva York, Thành phố New York tương lai từ thế giới Marvel 2099, dựa trên neo-futurist minh họa bởi Syd Mead, có vẻ ngoài chưa hoàn thiện.
Trong khi các diễn viên và đoàn làm phim đang được phỏng vấn cho Empire vào tháng 3 năm 2023, đồng đạo diễn Joaquim Dos Santos tiết lộ rằng một vũ trụ khác sẽ là "punky New London, nơi sinh sống của Spider-Punk của Daniel Kaluuya", với chiều không gian cuối cùng "hiện được giữ bí mật chặt chẽ", sau đó được tiết lộ là Earth-42, thế giới mà con nhện đã cắn Miles đến từ đây và nơi anh ta trở thành phiên bản Prowler của thế giới đó. Chỉ riêng phong cách hoạt hình của Spider-Punk đã mất 2–3 năm để hoàn thành và được lấy cảm hứng từ ảnh ghép hình ảnh của bìa album, poster, và zine punk-rock những năm 1970 mô phỏng giao diện của bản in Xerox, giấy màu và hình ảnh lấy từ tạp chí và giấy in báo, và có chất lượng chung bị xám do máy sao chụp không có toner bên trong. Ngoài ra, các nhà làm phim hoạt hình đã thử nghiệm các tốc độ khung hình khác nhau để phản ánh hình ảnh punk DIY và tính cách bất trị của Spider-Punk và xu hướng không nhất quán. Cơ thể của anh ấy chuyển động hoạt hình trên 3 giây hoặc 2 giây (8 hoặc 12 hình ảnh), cây đàn của anh ấy trên 4 giây (6 hình ảnh) và đường viền của anh ấy trên 2 giây hoặc 1 giây (12 hoặc 24 hình ảnh); không giống như các nhân vật còn lại chủ yếu chuyển động hoạt hình trên 2 giây. Vào tháng 5 năm 2023, Jake Johnson đã tiết lộ trong một cuộc phỏng vấn rằng vũ trụ Lego sẽ xuất hiện trong phim. Phân cảnh Lego được thực hiện bởi nhà làm phim hoạt hình 14 tuổi người Canada Preston Mutanga và được thêm vào cuối phim, sau khi các nhà làm phim quá ấn tượng với trò giải trí Lego do người hâm mộ tạo ra trong đoạn giới thiệu đầu tiên của bộ phim nên họ đã theo dõi và tuyển dụng cậu ấy.
Thiết kế của Miles đã được cập nhật cho phần tiếp theo để cho thấy anh ấy đã trải qua một giai đoạn phát triển vượt bậc, trong khi Gwen được cắt tóc mới và cập nhật trang phục. Rick Leonardi, đồng tác giả của Spider-Man 2099, được mời để chuyển thể các thiết kế của riêng anh ấy cho bộ phim, trong khi họa sĩ truyện tranh Brian Stelfreeze được chọn để định hình sự phát triển hình ảnh của Jess Drew. Thiết kế của Spot phát triển xuyên suốt bộ phim khi anh ta kiểm soát được nhiều khả năng của mình hơn, bắt đầu với phong cách trông giống như một "bản phác thảo chưa hoàn thành [với] các đường xây dựng màu xanh lam gợi lên bản vẽ thô của họa sĩ truyện tranh trước khi tác phẩm được in ra". Các cổng của Spot được dự định trông giống như "mực sống đã đổ hoặc bắn tung tóe lên bức vẽ của họa sĩ truyện tranh", điều này đã tạo ra những thách thức mới cho nhóm hoạt hình. Vulture được thiết kế thời Phục Hưng lấy cảm hứng từ tác phẩm nghệ thuật trong sách bài tập của Leonardo da Vinci.

### Hậu kỳ
Vào tháng 5 năm 2023, Powers tiết lộ rằng bộ phim sẽ kết thúc trên cliffhanger và đồng đạo diễn Dos Santos đã so sánh nó với bộ phim của bộ ba phim gốc Chiến tranh giữa các vì sao The Empire Strikes Back (1980). Powers giải thích:
Across The Spider-Verse là một bộ phim của riêng nó, nhưng nó chắc chắn kết thúc hơi khó hiểu. Tôi nghĩ rằng đó là một vách đá tốt. Chúng tôi hy vọng rằng đó là một sự khởi đầu thỏa mãn cho những gì sắp diễn ra trong phần phim thứ ba, bởi vì bạn muốn mọi người hào hứng với những gì sắp diễn ra tiếp theo. Và thật hữu ích khi chúng tôi biết rằng đây là phần hai của một câu chuyện gồm ba phần. Vì bạn đã biết rằng câu chuyện thứ ba đó được đảm bảo, nên bạn có thể giải quyết nó theo cách khác một chút. Điều đó nói rằng, có rất nhiều nhân vật quan trọng trong bộ phim này, và có một câu chuyện trong bộ phim này có một vòng cung riêng mà chúng tôi cần phải hoàn thành.

Trong cùng tháng, Powers cũng tuyên bố rằng bộ phim sẽ không bị "gắn" với Vũ trụ Điện ảnh Marvel (MCU). Trong phim, Spider-Man 2099 đề cập trực tiếp đến các sự kiện của Spider-Man: No Way Home, bảo Gwen đừng "khiến [anh ta] bắt đầu Doctor Strange và tên mọt sách nhỏ đó trở lại Earth-199999" trong khi quy các sự kiện của No Way Home cho vụ nổ máy va chạm từ Across The Spider-Verse. Câu trích dẫn có nghĩa là dòng bỏ đi mà Lord và Miller đã nghĩ ra. Ngoài ra, Donald Glover đảm nhận vai trò phiên bản thay thế của Aaron Davis / Prowler từ bộ phim MCU Người Nhện: Trở về nhà (2017) trong một vai khách mời người đóng, được miêu tả là một tù nhân của Spider-Society bị rời khỏi thực tại quê hương của mình. Khi được hỏi trong một cuộc phỏng vấn với Lord và Miller tại báo chí rác liệu đó có phải là cùng một Prowler từ MCU hay không, Miller trả lời "Điều đó do bạn quyết định. Bạn biết đấy, mọi thứ đều có thể xảy ra trong đa vũ trụ." Lord cũng đáp lại rằng "Chúng tôi cũng đang cố gắng gật đầu với những người đã yêu thích những nhân vật này trong các phương tiện khác."
Quá trình sản xuất Across the Spider-Verse được hoàn thành vào ngày 20 tháng 5 năm 2023, 13 ngày trước ngày phát hành tại Hoa Kỳ.

### Cáo buộc về điều kiện làm việc tồi tệ
Vào ngày 23 tháng 6 năm 2023, Vulture báo cáo rằng bốn người làm việc trong bộ phim đã cáo buộc rằng quá trình sản xuất gặp khó khăn do nhiều yêu cầu từ Lord về việc thay đổi hoạt hình đã hoàn thành, cũng như vì anh ấy cần phê duyệt bố cục hoạt hình sớm trong quá trình sản xuất. Người ta cho rằng những chỉ dẫn của Chúa có giá trị hơn các quyết định của đội ngũ đạo diễn phim và dẫn đến nhiều tuần làm thêm giờ kéo dài khi các nhà làm phim hoạt hình sửa đổi nhiều lần các phần của phim một cách quyết liệt. Họ nói thêm rằng điều kiện làm việc khó khăn do phải sửa đổi liên tục đã khiến hơn 100 nghệ sĩ rời khỏi dự án trước khi hoàn thành. Một nghệ sĩ nói rằng quá trình sản xuất Beyond the Spider-Verse, phần tiếp theo của bộ phim, đã không tiến triển và "không đời nào" nó có thể hoàn thành kịp thời gian phát hành dự kiến vào tháng 3 năm 2024. Sony phủ nhận những cáo buộc liên quan đến những rắc rối trong quá trình sản xuất của Across the Spider-Verse, đồng thời từ chối bình luận về khả năng phần tiếp theo bị trì hoãn, và nhà sản xuất Amy Pascal gọi quá trình chỉnh sửa nặng nề là bình thường.

## Nhạc phim
Daniel Pemberton đã xác nhận vào tháng 12 năm 2020 rằng anh ấy sẽ trở lại để soạn nhạc cho phần tiếp theo. Vào tháng 12 năm 2022, Lord và Miller xác nhận rằng Metro Boomin sẽ làm nhạc cho phim. Một số nghệ sĩ khác đã được xác nhận cho phần nhạc phim, bao gồm Coi Leray, Swae Lee, Future, Don Toliver, James Blake, Offset, Wizkid, Lil Uzi Vert, 21 Savage, Lil Wayne, Nas và A$AP Rocky. Đối với bản phát hành tại Nhật Bản, một bài hát gốc, "REALiZE", sẽ được trình bày bởi LiSA. Đĩa đơn mới "Mona Lisa" của Dominic Fike cũng được phát hành vào ngày 2 tháng 6 năm 2023.

## Quảng bá
Vào tháng 5 năm 2020, Sony đã hợp tác quảng cáo với Hyundai Motor Company để giới thiệu các mẫu xe và công nghệ mới của họ trong phim. Prolog cho bộ phim đã được phát hành tại Comic Con Experience vào tháng 12 năm 2021, tiết lộ tiêu đề và sự thật rằng bộ phim là phần tiếp theo gồm hai phần. Sau thông báo về tiêu đề mới và ngày phát hành vào tháng 4 năm 2022, Lord và Miller đã chiếu 15 phút của bộ phim (với hoạt hình chưa hoàn thành) tại hội thảo CinemaCon của Sony. Lord, Miller và các đạo diễn đã trình chiếu cùng một cảnh quay tại Liên hoan phim hoạt hình quốc tế Annecy vào tháng 6, với hoạt ảnh và hiệu ứng được cập nhật. Vào tháng 2 năm 2023, Funko Pops số liệu dựa trên các nhân vật trong phim đã được tiết lộ. Vào tháng 4 năm 2023, một đoạn phim dài 14 phút khác đã được xem trước tại bảng điều khiển CinemaCon của Sony.
Vào tháng 4 năm 2023 cùng với việc phát hành đoạn giới thiệu, Sony đã chia sẻ một số mà người hâm mộ có thể nhắn tin để tham gia "Spider-Society", cung cấp cho họ các câu hỏi dưới dạng nhiệm vụ và thưởng cho họ những hình ảnh độc quyền. Cũng trong tháng 5, họ đã tạo một bài kiểm tra tính cách do AI tạo ra để người hâm mộ có thể nhận được Spidersonas của riêng mình bằng cách làm bài kiểm tra và tải lên ảnh selfie của chính họ.
Ngày 15 tháng 5 năm 2023; bộ phim bắt đầu bán các mặt hàng thực phẩm theo chủ đề Người Nhện khác nhau cho sự hợp tác của họ với Burger King. Các vật phẩm có sẵn trong đợt khuyến mãi bao gồm Spider-Verse Whopper với búi tóc đỏ và Spider-Verse Sundae. Ngày 20 tháng 5 năm 2023; Nike đã phát hành phiên bản đặc biệt của Air Jordan 1 High OG lấy cảm hứng từ bộ phim. Vào ngày 23 tháng 5 năm 2023, Epic Games đã thêm giao diện của Miles Morales và Spider-Man 2099 vào Fortnite dựa trên thiết kế của họ trong phim. Nhà sản xuất thiết bị điện tử ZOTAC cũng hợp tác với Sony Pictures để tạo ra các card đồ họa RTX 4070 theo chủ đề Người Nhện phiên bản giới hạn.

## Phát hành

### Chiếu rạp
Người Nhện: Du hành Vũ trụ Nhện công chiếu vào ngày 30 tháng 5 năm 2023, tại Grand Rex ở Paris, Pháp, và tại Regency Village Theater ở Los Angeles, và được phát hành tại rạp ở Hoa Kỳ vào ngày 2 tháng 6, ở định dạng lớn cao cấp và IMAX. Không giống như bộ phim đầu tiên, bộ phim này không được phát hành dưới dạng 3D. Ban đầu nó được ấn định phát hành vào ngày 8 tháng 4 năm 2022, nhưng đã được chuyển sang ngày 7 tháng 10 do đại dịch COVID-19. Sau đó, nó đã được chuyển sang tháng 6 năm 2023.
Trên toàn thế giới, nó sẽ được phát hành vào các ngày từ ngày 31 tháng 5 năm 2023 đến ngày 22 tháng 6 năm 2023. Tại Trung Quốc, phim đã có buổi ra mắt tại Bắc Kinh vào ngày 31 tháng 5 và được phát hành vào ngày 2 tháng 6. Việc phát hành bộ phim ban đầu bị trì hoãn cho đến ngày 22 tháng 6 năm 2023, tại khu vực MENA, nhưng sau đó đã rút lại ở Các Tiểu vương quốc Ả Rập Thống nhất, với The Hollywood Reporter trích dẫn rằng điều này là do biểu tượng chuyển giới của bộ phim.
Vào ngày 9 tháng 6 năm 2023, trước những khiếu nại về vấn đề trộn âm thanh của người xem ở một số rạp chiếu, Sony đã gửi phiên bản cập nhật của bộ phim có trộn âm thanh mới tới các rạp chiếu phim. Một nguồn tin chính thức nói với Variety rằng, trong khi các vấn đề chỉ xuất hiện ở "một số ít rạp chiếu phim", tất cả các bản in của bộ phim đã được cập nhật và gửi lại cho các rạp chiếu phim.
Vào ngày 23 tháng 6 năm 2023, có thông tin cho rằng ít nhất hai phiên bản của bộ phim—khác biệt ở một số điểm khác biệt nhỏ trong lời thoại và hoạt ảnh—đang tồn tại tại các rạp chiếu phim. Ví dụ: trong một phiên bản, một cảnh giữa Miguel và Lyla kết thúc bằng việc Lyla nắm tay nhau, trong khi một phiên bản khác kết thúc bằng việc Lyla chụp ảnh tự sướng với họ. Phó biên tập viên của bộ phim, Andy Leviton, đã xác nhận các báo cáo trên Twitter.

### Phương tiện truyền thông gia đình
Vào tháng 4 năm 2021, Sony đã ký thỏa thuận với Netflix và Disney về quyền đối với danh sách phim từ năm 2022 đến năm 2026 của họ, sau các cửa sổ chiếu rạp và phương tiện truyền thông gia đình của phim. Netflix đã ký độc quyền quyền phát trực tuyến "trả tiền cho 1 cửa sổ", thường là cửa sổ 18 tháng và bao gồm các phần tiếp theo của Spider-Man: Into the Spider-Verse; thỏa thuận này được xây dựng dựa trên thỏa thuận đầu ra hiện có mà Netflix đã ký với Sony Pictures Animation vào năm 2014. Disney đã ký bản quyền "trả tiền 2 cửa sổ" cho các bộ phim, sẽ được phát trực tuyến trên Disney+ và Hulu cũng như phát sóng trên các mạng truyền hình tuyến tính của Disney. Christopher Miller đã xác nhận rằng nó "sẽ không phát hành kỹ thuật số sớm nhất cho đến tháng 8".

## Đón nhận

### Phòng vé
Tính đến  ngày 25 tháng 6 năm 2023, Spider-Man: Across the Spider-Verse đã thu về 339,9 triệu đô la ở Hoa Kỳ và Canada, và 267,4 triệu đô la ở các lãnh thổ khác, với tổng doanh thu toàn cầu là 607,3 triệu đô la. Phim vượt tổng doanh thu 384 triệu đô la của Into the Spider-Verse sau 12 ngày công chiếu.
Tại Hoa Kỳ và Canada, Across the Spider-Verse được phát hành cùng với The Boogeyman, và ban đầu dự kiến thu về khoảng 80 triệu đô la Mỹ từ 4.313 đô la Mỹ ra rạp vào cuối tuần công chiếu, với các hãng phim đối thủ dự đoán phim có thể đạt 90 triệu đô la. Phim đã kiếm được 17,35 triệu đô la từ các bản xem trước vào tối thứ Năm, tổng doanh thu cao thứ ba cho một bộ phim hoạt hình sau The Lion King (23 triệu đô la năm 2019) và Incredibles 2 (18,5 triệu đô la vào năm 2018). Sau khi kiếm được 51,7 triệu đô la vào thứ Sáu (bao gồm cả bản xem trước, ngày đầu tiên tốt nhất của năm 2023 tính đến thời điểm đó), ước tính cuối tuần đã tăng lên 113 triệu đô la. Nó tiếp tục ra mắt với 120,7 triệu đô la, tổng doanh thu cuối tuần mở màn cao thứ hai trong năm 2023 (đứng sau The Super Mario Bros. Movie với 146,4 triệu đô la) và phim hoạt hình hay thứ tám từ trước đến nay. Bộ phim đã kiếm được 55,5 triệu đô la trong tuần thứ hai công chiếu, đứng thứ hai sau tân binh Transformers: Rise of the Beasts. Sau đó, phim đã kiếm được 27,8 triệu đô la vào cuối tuần thứ ba, đứng thứ ba. Bộ phim sẽ kiếm được 19,3 triệu đô la vào cuối tuần thứ tư, một lần nữa đứng đầu phòng vé trước sự cạnh tranh của No Hard Feelings, một bộ phim mới phát hành và The Flash và Elemental, cả hai phần còn lại.
Bên ngoài Hoa Kỳ và Canada, bộ phim đã thu về 88,1 triệu đô la từ 59 thị trường trong tuần đầu công chiếu. Trong tuần thứ hai công chiếu, Across the Spider-Verse đã thu về 47 triệu đô la, giảm 44%, trong khi ở tuần thứ ba công chiếu, phim đã thu về 27,6 triệu đô la từ 60 thị trường, bao gồm cả Nhật Bản, nơi bộ phim kiếm được 2,8 triệu đô la. Kể từ ngày 2 tháng 7 năm 2023, các lãnh thổ có doanh thu cao nhất là Trung Quốc (48,6 triệu USD), Vương quốc Anh (32,6 triệu USD), Mexico (27 triệu USD), Úc (18,5 triệu USD) và Pháp (12,1 triệu USD).

### Phê bình
Trên trang web tổng hợp đánh giá Rotten Tomatoes, 96% trong số 335 bài phê bình được xác định là tích cực, với điểm trung bình là 8.6/10.  Nhìn chung các nhà bình luận đều đồng thuận ở nội dung: "Cũng rực rỡ về mặt hình ảnh và đậm chất hành động như phần tiền nhiệm của nó, Spider-Man: Across the Spider-Verse hồi hộp từ đầu đến cuối phim." Trang Metacritic sử dụng công thức bình quân gia quyền, đã chấm bộ phim số điểm 86/100 dựa trên 60 nhà phê bình, cho thấy "sự tán dương rộng rãi". Khán giả được thăm dò ý kiến bởi CinemaScore đã chấm cho bộ phim điểm trung bình là "A" trên thang điểm từ A+ đến F, trong khi những khán giả được thăm dò tại PostTrak cho bộ phim tổng điểm tích cực là 93%, với 82% nói rằng họ sẽ "chắc chắn đề xuất" nó.
Brian Tallerico của RogerEbert.com cho phim 4/4 sao, viết, "Giống như tác phẩm của một nghệ sĩ trẻ không chịu bị gò bó bởi các đường viền của khung hình, Across the Spider- Verse chứa đầy những hình ảnh đáng kinh ngạc và những ý tưởng hấp dẫn. Đó là một tác phẩm thông minh, ly kỳ khiến tôi nhớ đến những phần hai tuyệt vời khác như The Dark Knight và The Empire Strikes Back." Ann Hornaday của The Washington Post đã chấm cho bộ phim 3/4 sao, gọi đây là "một bức thư tình ngông cuồng, rất tuyệt vời dành cho thiết kế đồ họa, được thực hiện với tay nghề phác thảo tuyệt vời và niềm vui lan tỏa, vui nhộn." Richard Roeper của Chicago Sun-Times cũng cho nó 3/4 sao, viết, "Đôi khi nó hơi quá, nhưng nó cũng khá tuyệt, và nó" Sẽ là một bất ngờ lớn nếu chương thứ ba trong bộ ba phim không thú vị bằng." Kevin Maher của The Times đã chấm cho bộ phim 4/5 sao, viết rằng, "Phim hiếm khi hấp dẫn giữa các tình tiết, và tạo ra môi trường khác biệt và ngoạn mục cho mỗi câu nhện riêng biệt."
David Fear của Rolling Stone nói rằng bộ phim "hoàn toàn lấy lại cảm giác hồi hộp từ bảng này sang bảng khác khi khám phá biểu tượng Marvel tuổi teen giận dữ của thời đại tương ứng. Sự hồi hộp của đa vũ trụ mới là đã biến mất. Tuy nhiên, mọi thứ khác đều được trang bị thêm cho niềm vui của bạn." Alison Willmore của Vulture đã viết, "Across the Spider-Verse trông đáng kinh ngạc, thậm chí còn hay hơn phần đầu tiên mang tính đột phá, nhưng điều thực sự ấn tượng về nó là mức độ sẵn sàng của nó là giao phó cách kể chuyện của nó cho hoạt hình của nó." David Sims của The Atlantic đã viết rằng bộ phim "tránh giống như một bài học vật lý vì hình ảnh của nó luôn ly kỳ; những đoạn đối thoại tĩnh nhất vẫn nổi bật vì hoạt hình táo bạo như thế nào."
Kyle Smith của The Wall Street Journal đã viết, "Spider-Man: Across the Spider-Verse có nhiều năng lượng kỳ lạ của người tiền nhiệm, đặc biệt là ở phần hình ảnh cực kỳ sáng tạo. Nhưng nó có cách viết dòng hơi khác một chút và ngay cả những phần hay nhất của nó cũng giống như một bản viết lại." Jake Wilson của The Age cho phim 3/5 sao, viết, "Thông thường đối với Lord và Miller, kết quả cuối cùng vừa phiêu lưu vừa tuân thủ, một sự mô phỏng lại chất liệu táo bạo bề ngoài không ngừng chúc mừng chúng tôi đối với lòng trung thành với thương hiệu của chúng tôi và điều đó giúp nó an toàn hơn về mặt cốt truyện so với các phân cảnh ban đầu có thể khiến bạn hy vọng."

#### Biểu tượng chuyển giới

Ảnh chụp màn hình từ bộ phim, cho thấy nhân vật Gwen Stacy đang ở trong phòng của cô ấy, với lá cờ dành cho người chuyển giới "Protect Trans Kids" ở bên phải, phía trên khung cửa.

Bộ phim có một đoạn ngắn cờ chuyển giới trong hai cảnh, đáng chú ý nhất là trên biểu ngữ được treo trong phòng ngủ của Gwen Stacy với dòng chữ "Hãy bảo vệ trẻ em chuyển giới". Sự xuất hiện của lá cờ dẫn đến suy đoán rằng Gwen ủng hộ phong trào quyền của người chuyển giới trong vũ trụ của cô ấy, hoặc chính cô ấy là người chuyển giới. Mặc dù cô ấy không được xác định rõ ràng là người chuyển giới trong phim, nhưng những người xem và nhà phê bình ủng hộ cách giải thích này cũng chỉ ra việc sử dụng các màu của lá cờ (hồng nhạt, xanh nhạt và trắng) ở những nơi khác trong các cảnh liên quan đến Gwen và vũ trụ của cô ấy, và nhận thức được tương đồng với sắp ra mắt trong cung nhân vật của cô ấy trong phim. Tuy nhiên, những người khác đã trích dẫn rằng những màu này đã được sử dụng bởi phiên bản truyện tranh của Spider-Woman Gwen Stacy, và do đó không nhất thiết phải là bằng chứng cho thấy phiên bản điện ảnh là chuyển giới. Việc sử dụng cờ chuyển giới được cho là đã dẫn đến việc bộ phim bị rút khỏi việc phát hành ở Các Tiểu vương quốc Ả Rập Thống nhất.

### Giải thưởng
| Giải thưởng                                         | Ngày trao giải | Hạng mục              | Người nhận                                           | Kết quả   | Nguồn   |
| --------------------------------------------------- | -------------- | --------------------- | ---------------------------------------------------- | --------- | ------- |
| Golden Trailer Awards                               | June 29, 2023  | Best Animation/Family | Spider-Man: Across the Spider-Verse (Mocean/Transit) | Đoạt giải | [ 152 ] |
| Hollywood Critics Association Midseason Film Awards | June 30, 2023  | Best Picture          | Spider-Man: Across the Spider-Verse                  | Đoạt giải | [ 153 ] |
| Hollywood Critics Association Midseason Film Awards | June 30, 2023  | Best Director         | Joaquim Dos Santos, Kemp Powers, Justin K. Thompson  | Đoạt giải | [ 153 ] |
| Hollywood Critics Association Midseason Film Awards | June 30, 2023  | Best Screenplay       | Phil Lord, Chris Miller, Dave Callaham               | Đề cử     | [ 153 ] |

## Tương lai

### Phần tiếp theo
Phim thứ ba đã xác nhận rằng Lord và Miller đã tiết lộ vào tháng 12 năm 2021 rằng phần tiếp theo của Vũ trụ mới đã tách biệt thành hai bộ phim. Người Nhện: Du hành Vũ trụ Nhện (Phần hai) đã dự định lên kế hoạch phát hành vào 2023. Vào tháng 4 năm 2022, tựa đề đã được đổi tên thành Người Nhện: Phía sau Vũ Trụ Nhện và ấn định ngày phát hành vào 29 tháng 3 năm 2024. Đáp lại yêu cầu của một nghệ sĩ về Across, người nói với Vulture với điều kiện giấu tên, rằng nó sẽ không thể phát hành Beyond theo kế hoạch do bị cáo buộc thiếu tiến độ sản xuất, Lord và Miller tuyên bố rằng việc sản xuất sẽ "dành thời gian cần thiết" để bộ phim được hoàn thành theo tiêu chuẩn của họ.

### Ngoại truyện
Sony đã bắt đầu phát triển một bộ phim Spider-Woman vào tháng 11 năm 2018, bộ phim sẽ tập trung vào ba thế hệ nhân vật nữ, liên quan đến Người Nhện. Bek Smith đang viết phần ngoại truyện, và Lauren Montgomery đã được đàm phán để đạo diễn. Pascal cho biết bộ phim sẽ tập trung vào các nhân vật Gwen Stacy / Spider-Gwen, Cindy Moon / Silk, và Jess Drew / Spider-Woman, đồng thời cho biết Across the Spider-Verse sẽ làm "bệ phóng" cho nó. Vào tháng 5 năm 2023, nhà sản xuất Avi Arad tuyên bố rằng bộ phim sẽ có tựa đề Spider-Woman.

### Ngoại truyện manga
Vào ngày 29 tháng 5 năm 2023, có thông báo rằng một manga ngoại truyện có tựa đề Spider-Man: Octopus Girl được viết bởi Hideyuki Furuhashi và được minh họa bởi Betten Court sẽ bắt đầu xuất bản nhiều kỳ vào ngày 20 tháng 6 trên trang web và ứng dụng Shōnen Jump+ của Shueisha. Câu chuyện xoay quanh Doctor Octopus rơi vào trạng thái hôn mê và được đánh thức lại trong cơ thể của một học sinh trung học trẻ người Nhật Bản Otoha Okutamiya.